# Clément de Lafaille
Clément Célestin de Lafaille, plus connu aujourd'hui sous le nom de Clément Lafaille, est un juriste, naturaliste, botaniste, conchyliologue et collectionneur français, né le 16 novembre 1718 à La Rochelle (Charente-Maritime) et décédé le 4 juin 1782 à Paris, lors d'un voyage.

## Biographie
Fils unique de Clément Lafaille (1695-1763) - chirurgien major des troupes bourgeoises de La Rochelle - et de Marie Jeanne Brébion, il devient avocat au parlement de Toulouse après avoir suivi des études de droit à l'université de Toulouse puis il acquiert une charge de contrôleur ordinaire des guerres dans sa ville natale.
Devenu écuyer, Clément de Lafaille est élu le 3 février 1751 académicien titulaire à l'Académie des belles-lettres, sciences et arts de La Rochelle puis en devient le second secrétaire le 27 novembre 1765 et enfin le secrétaire perpétuel à partir du 5 août 1769. Il est également membre de l'Académie des sciences, de l'Académie royale des sciences, belles-lettres et arts d'Angers et des sociétés d'agriculture de Lyon et de Nantes; Clément de Lafaille est aussi membre correspondant de l'Académie impériale d'Augsbourg, de la Société de Lunebourg et de la Société économique de Berne.
Dans son testament du 26 novembre 1770, Clément de Lafaille lègue l'ensemble des fameuses collections de son cabinet d'Histoire naturelle ainsi que les nombreux volumes de sa bibliothèque, son médaillier à l'Académie royale de La Rochelle et une somme de 12000 livres qui permit l'acquisition d'une maison voisine de l'hôtel de ville de La Rochelle. Cette collection fondera la base du Muséum d'histoire naturelle de La Rochelle.

## Sources
1. ↑  « Le patrimoine de l’Académie - Académie des Belles-Lettres, Sciences et Arts de la Rochelle », sur academie-larochelle.org (consulté le 19 août 2022)
2. ↑  FONDS CLÉMENT LAFAILLE (1718-1782)
3. ↑  « Ouest-Paléo - Portail de la paléontologie en Charentes - Clément Lafaille collectionneur du XVIIIe siècle », sur www.ouest-paleo.net (consulté le 19 août 2022)
4. ↑  « Médaillier dit de Clément Lafaille », sur www.pop.culture.gouv.fr (consulté le 20 août 2022)
5. ↑  Société nationale de protection de la nature (France) Auteur du texte, « La Terre et la vie : revue d'histoire naturelle... », sur Gallica, janvier 1932 (consulté le 20 août 2022)
6. ↑  Le cabinet de Clément Lafaille, savant naturaliste du siècle des Lumières

- Christian Moreau, Olivier Caudron, Clément Lafaille (1718-1782) : un naturaliste rochelais au siècle des lumières, Les Indes savantes, 2015